# 青山二三
青山 二三（あおやま ふみ、1938年〈昭和13年〉11月7日 - ）は、日本の政治家。公明党所属の元衆議院議員。徳島県出身。

## 経歴
1957年、奈良県立奈良高等学校卒業。1983年に足利市議を1期務め、1987年、栃木県議に当選。2期務めた。
1993年、第40回衆議院議員総選挙において旧栃木2区に公明党から衆院議員に当選。翌年新進党に加入。1996年の第41回衆議院議員総選挙において比例北関東ブロックから新進党で立候補し、再選。1997年暮れに新進党が解散。1998年に新党平和に加わり、その後公明党に合流した。2000年の第42回衆議院議員総選挙では比例北関東ブロックから公明党で立候補し、三選。衆議院議員を3期務め、2003年に引退した。

## 政策
- 選択的夫婦別姓制度導入に賛成。「別姓を望むカップルの中には、結婚を間近に控え、成立を待ち望んでいる人たち、また制度の実現を待って、心ならずも事実婚をなさっている方もいる。このようなカップルは、赤ちゃんが生まれてくるときに、手続や届け出などについてどうしようかということで悩む。一刻も早い別姓制度の導入が必要。」と述べている[5]。